# (23244) Lafayette
Pour les articles homonymes, voir Lafayette.
(23244) Lafayette est un astéroïde de la ceinture principale.

## Description
(23244) Lafayette est un astéroïde de la ceinture principale. Il fut découvert le 20 novembre 2000 à la station Anderson Mesa par le programme LONEOS. Il présente une orbite caractérisée par un demi-grand axe de 2,71 UA, une excentricité de 0,20 et une inclinaison de 13,6° par rapport à l'écliptique.

## Compléments